# فواز الرجيب
فواز الرجيب ، (1977-) مغني كويتي ، وهو حفيد الفنان والدوبلوماسي الراحل حمد عيسى الرجيب.

## عن حياته
ولد الفنان فواز الرجيب في الكويت بتاريخ 13 ديسمبر 1977 ، وانطلق في رحلته الفنية من خلال ألبوم أنتجته له شركة فنون الإمارات عام 1999 حيث قدمه للساحة الغنائية الملحن أنور عبد الله ، وشارك خلال دراسته في المرحلة المتوسطة بأوبريت «الطفولة الواعدة» من تلحين الفنان سليمان الملا وكلمات الشاعر الكويتي عبد الأمير عيسى.
كما أصدر فيديو كليبين من هذان الألبومين و لكنهما فشلا وقال عنهما في تصريح صحفي :"الشركة لا تصرف على الأغاني المصورة بطريقة حديثة ، فلـذلك لن أصور ، إلا إذا كانت على مستوى عالي وراقي لأني جربت أغنيتين وكانوا بصراحة فاشلتين" وبعد صدور ألبومه الثاني ، حصل ما بينه و شركة الإنتاج خلافا حول ميزانية الألبوم مما أجبره عن التوقف عن إصدارات جديدة.
ومن أشهر أغانيه : "أحبتي جديد"، "الطفل المدلل"، "تحبينه"، "خلاص"، "ظلمنا الناس"، "في خاطري"، "ما نفترق"، "متعت نفسك"، "محتاج احبك"، "مفهوم الحب"، "منك لله"، "نبي نفرح"، "يا زمان"، "يا كثر الشوق"، كما قدم عدة أغاني وأوبريتات وطنية خلال السنوات الماضية على الرغم من غيابه عن الساحة الفنية بسبب سوء التفاهم الذي وقع بينه وبين شركة النظائر الامر الذي جعله يبتعد عن المجال الفنّي سنوات ثم عاد.

## البوماته
| الألبوم | العام | المنتج        |
| ------- | ----- | ------------- |
| تحبينه  | 1999  | فنون الإمارات |
| إنسانه  | 2000  | فنون الإمارات |
| إليها   | 2002  | شركة النظائر  |
| عطني حل | 2006  | شركة النظائر  |